# Christian Mehler
Christian „Chris“ Mehler (* 3. Februar 1992 in Sindelfingen) ist ein deutscher Jazzmusiker (Trompete, Flügelhorn).

## Leben und Wirken
Mehler, aufgewachsen im Südwesten Deutschlands, begann mit zehn Jahren auf der Trompete seines Vaters zu spielen. Im Albert-Einstein-Gymnasium in Böblingen spielte er in der Bigband und war als Schüler zudem Mitglied im Jugendjazzorchester Baden-Württemberg unter Leitung von Bernd Konrad (Brass Machine, 2008) und in der Lumberjack Big Band (Das Gelbe vom Ei, 2009). Nach dem Abitur 2012 studierte er Jazztrompete an der Hochschule für Musik und Tanz Köln bei Andy Haderer und Matthias Bergmann (Bachelor), um dann 2019 in New York City an der Manhattan School of Music bei Ingrid Jensen, Phil Markowitz und Scott Wendholt mit dem Master abzuschließen.
Mehler gehörte 2012 und 2013 zum Bundesjazzorchester und ist an dessen Album 30 Jahre Bujazzo beteiligt. Er ist Mitglied im Subway Jazz Orchestra in Köln, mit dem er zwei Alben einspielte; auf Still Screaming (2020) wird er als Solist vorgestellt. Weiterhin gehört er zu den Orchestern von Ed Partyka, Fabia Mantwill sowie Tobias Becker und leitet sein eigenes Sextett. Gemeinsam mit dem Pianisten Robinson de Montmollin, dem Bassisten Niklas Lukassen und dem Schlagzeuger Jorge Rossy bildete er das Quartett My Imaginary Friend, das 2022 bei Unit Records das Album Gentle Giant (ohne Bezug zur gleichnamigen Band) veröffentlichte.
Zudem war Mehler Gastsolist bei der WDR Big Band und der SWR Big Band und trat mit Musikern wie John Abercrombie, Randy Brecker, Billy Childs, Jacob Collier, Kurt Elling, Marshall Gilkes, Jeff Hamilton, Jim McNeely, Rufus Reid, Ack van Rooyen, Udo Jürgens und Wolfgang Niedecken auf. Weiterhin gehörte er zur Band von Magnus Mehl, mit dem das Album Upside Down and In Between (2020) entstand, und zu dessen Tiny Brass Band. Er ist auch auf Alben von Gee Hye Lee, Carlos Reisch, Jochen Neuffer, Andreas Pientka, Jürgen Friedrich (Semi Song) und Leon Hattori (Evergreen Forest) zu hören.
Mehler war ab 2018 Dozent für Jazz-Trompete an der Staatlichen Hochschule für Musik und Darstellende Kunst Stuttgart und lehrt derzeit an der Hochschule für Musik Freiburg.